# Midila guianensis
Midila guianensis là một loài bướm đêm trong họ Crambidae.